# Assiniboine
Assiniboine (izgovorjava: Assinabeun) so ljudstvo severnoameriških Indijancev, ki so zgodovinsko spadali v kulturno območje prerijskih Indijancev. Prvotno so živeli kot čisti lovci in nabiralci in govorijo siouški jezik, ki je zelo soroden idiomu Yanktonai-Siouxov, od katerih so se ločili pred letom 1640. Beseda Assiniboine izhaja tako iz Anishinabe besede Asiniibwaan kot tudi iz Cree besede Asini Pwat (ali Asini Pwat-sak – množina) in pomeni približno: „Tisti Sioux (‚sovražniki‘), ki kuhajo na kamnih“ – to tuje poimenovanje so prevzeli kot vzdevek in se imenovali Assseeneepoituc. Sami so se Assiniboine imenovali Nakonabi (ednina: Nakona – 'Prijazno ljudstvo', 'Zavezniki'), v Kanadi pa jih imenujejo Stoney (kar pogosto vodi do zamenjave s Stoney, ki se prav tako imenujejo Nakoda).

## Življenjski prostor
Pred podjarmljenjem s strani belcev so Assiniboine živeli na vzhodu zahodno od York Factory (Manitoba) na jugozahodni obali Hudsonovega zaliva, Lake Nipigon, Ontario in Gornjega jezera vse do Skalnega gorovja (v Assiniboine: In-yan-he-tonga – 'Velike gore') zahodne Alberte in vzhodne Britanske Kolumbije. Sredi 18. stoletja in v začetku 19. stoletja so prevladovali v kanadskih prerijskih provincah (jugovzhodni Saskatchewan, jugozahodni Manitoba ter vzhodna Alberta) in živeli v dolinah reke Saskatchewan in reke Assiniboine (v Assiniboine: Hohe Wakpa – ‚Reka upornikov‘, tj. Assiniboine). Na jugu so obvladovali ameriške ravnice do  reke Milk in reke Misuri v severovzhodni Montani in severozahodni Severni Dakoti v ZDA. Na severu so se potepali in selili v prerijske, gozdne in jezerske predele borealnih gozdov vzdolž rek Athabasce, McLeoda in Severne Saskatchewanske reke. Poleg tega so obvladovali trgovske poti do trgovskih postaj Hudson’s Bay Company vzdolž Hayes River, Nelson River in Churchill River. Assiniboine so bili tesno povezani s prerijskimi Cree in Ojibwa, s katerimi so skupaj tvorili Cree-konfederacijo (Cree (jezik): Nehiyaw-Pwat, Nehiyawak – 'Plains Cree', Asini Pwat – 'Assiniboine') in so bili skoraj nenehno v vojni proti sorodnim Siouxom (Lakota, Nakota in Dakota), Blackfoot, Sarcee in Gros Ventre.

## Plemenska ozemlja, regionalne plemenske skupine in način življenja
Razlikovanje med Woodland Assiniboine / Woods / Bush Assiniboine (Gozdni Assiniboine) – oziroma zaradi geografske lege njihovih plemenskih ozemelj imenovani tudi Severni Assiniboine – in prerijski Assiniboine, – oziroma Južni Assiniboine – ki so živeli južno od njih, je bila, tako kot pri tesno povezanih Stoneyih, predvsem ekološka in geografska.
Gozdni Assiniboine so naseljevali borealna gozdna in jezerska območja zahodno od regije Rainy Lake-Lake-of-the-Woods v jugozahodnem Ontariju in jugovzhodni Manitobi do rek Churchill, Nelson in Hayes v severovzhodni Manitobi. Proti zahodu se je njihovo plemensko ozemlje raztezalo vzdolž reke Saskatchewan do zgornjih tokov rek Athabasca, McLeod ter med rekama North Saskatchewan in Eagle Hills južno od reke Battle v osrednji Alberti in zahodni Saskatchewanu. Gozdni Assiniboine so od pomladi do zgodnje jeseni živeli od ribolova, lova z pastmi in lova na vodne ptice, malo divjad (bobri, pižmovke, ježevci) ter na veliko divjad (vapiti, debelorogi ovni in snežne koze), dopolnjeno z nabiranjem sadja, jagodičevja in korenin. Gozdni Assiniboine so nadzorovali tudi trgovske poti vzdolž rek Hayes, Nelson in Churchill. Južne skupine Gozdnih Assiniboine, ki so živele vzdolž rek North Saskatchewan in Battle, so se pogosto selile v gozdno-stepska območja, imenovana Aspen Parklands, ki predstavljajo prehodno območje med prerijo in borealnim gozdom, ter na sosednje ravnice na jugu, da bi tam skupaj s svojimi plemenskimi sorodniki, prerijski Assiniboini, lovili bizone. Za razliko od prerijskih Assiniboineov so imeli Gozdni zelo malo ali nič konj in so zato vsa potovanja opravljali peš ali s kanujem.
Prerijski Assiniboine so živeli od reke Red River of the North na vzhodu, proti zahodu vzdolž rek Assiniboine in Qu’Appelle, med rekama North in South Saskatchewan do reke Red Deer. Prerijski Assiniboine so za razliko od svojih severnih plemenskih sorodnikov večinoma lovili le veliko divjad (debeloroge ovce, jelene, lose, bizone), svojo prehrano pa so dopolnjevali tudi s pižmovkami, ježevci in bobri ter z nabiranjem sadja, jagodičevja in korenin. Ker so imeli Assiniboine iz prerij tudi veliko več konj kot njihovi severni sorodniki, so bili bolj mobilni in so se vedno bolj prilagajali načinu življenja na prerijah. Ko so konec 18. in v začetku 19. stoletja številni prerijski Assiniboine zapustili reki Assiniboine in Qu’Appelle ter se preselili južneje in jugozahodneje na severozahodne in severne prerije, je lov na bizone kmalu postal glavni vir pridobivanja hrane. Večina skupin se je zdaj potepala na zahodu med hribovjem Cypress Hills na jugu kanadskih provinc Saskatchewan in Alberta ter gorovjem Little Rocky Mountains (imenovanim tudi Little Rockies) vzdolž reke Misuri do reke Musselshell, nato čez prerije do izliva reke Powder (Montana) v reko Yellowstone, vzhodno vzdolž severnega brega reke Yellowstone do njenega izliva v Misuri. Območje se je nato raztezalo po reki Missouri navzdol do izliva reke White Earth ter severno vzdolž zahodnega brega reke White Earth do hribov Sweet Grass Hills v prerijskih območjih Montane in Severne Dakote. Pomembna lovišča so bile tudi rečne doline rek Milk River, Poplar River in Souris River (v ZDA imenovana Mouse River) na vzhodu. V nasprotju s sosednjimi prerijskimi plemeni je riba ostala pomemben vir hrane za prerijske Assiniboine – poleg tega so jih sosednja plemena ter beli trgovci in vojska imeli za 'revne konjev' in so zato postali strašni in spretni roparji konj, da bi lahko še naprej uspešno lovili v prerijah in se vojaško uveljavljali proti drugim plemenom.

## Zgodovina

### Prvi stiki z evropskimi trgovci in zavezništvo s Creeji
Že pred prvim stikom z belci so se Assiniboini, ki so takrat še živeli v borealnih gozdnih in jezerskih območjih med jezeri Rainy Lake, Lake of the Woods ter južnima jezeroma Manitoba in Winnipeg (v Assiniboine: Mi-ni-tonga – 'Velika voda'), ločili od Wazikute ('Strelci med borovci') zgornjih Yanktonaijev in so jih Evropejci v nasprotju z Dakotami ('Južna Nakoda') v Minnesoti imenovali Severna Nakoda. Te jugovzhodne skupine Assiniboine so živele od ribolova, lova na ptice in divjad, gojenja poljščin ter nabiranja divjega riža. Ko so Francozi in Angleži v začetku 17. stoletja postavili prve trgovske postojanke na območju Velikih jezer in vzdolž Hudsonovega zaliva, so bile te skupine Assiniboine od leta 1650 prvi nepogrešljivi akterji v mreži trgovine s krznom Odaw (Adawe – 'Trgovci') in Francozov zahodnih Velikih jezer. Ker so si Francozi prizadevali razširiti trgovino s krznom z Assiniboini, je Daniel Greysolon Dulhut leta 1678 postavil trgovsko postojanko ob jezeru Nipigon.
Vendar so imeli Swampy Cree in Woodland Cree, ki so živeli severno od Assiniboine vzdolž južnega Hudsonovega zaliva in Jamesovega zaliva, že prej stik z evropskimi trgovci in njihovimi izdelki (železnina, orožje, strelivo, biseri). Zlasti ko je leta 1670 podjetje Hudson’s Bay Company sredi njihovega ozemlja postavilo trgovsko postojanko York Factory, so imeli Creeji neposredno vojaško prednost pred sosednjimi plemeni, ki so jo izkoriščali proti južno živečim Assiniboine. Že obkroženi s sovražniki na vzhodu (Ojibwa) in na jugu (Dakota), so se Assiniboini povezali s Creeji z namenom ohranjanja miru. Obe plemeni sta nato pogosto živeli skupaj in se v velikem številu poročali – pri čemer so skupine Creejev običajno poskušale naseliti v neposredni bližini trgovskih postojank, medtem ko so Assiniboine še naprej živeli polnomadsko. Assiniboine in Cree (v začetku 18. stoletja so se jim pridružili prerijski Ojibwa, ki so se preselili proti zahodu in jugozahodu) so oblikovali močno vojaško zavezništvo, imenovano Cree konfederacija ali Iron Confederacy – sami so svoje zavezništvo imenovali Nehiyaw-Pwat (v jeziku Cree: Nehiyaw – 'Cree' in Pwat ali Pwat-sak – 'Sioux (sovražniki)'). Že v 17. stoletju so evropski trgovci in popotniki poročali, da Assiniboine uporabljajo Cree kot drugi jezik. Mnoge skupine Cree so prav tako govorile jezik Assiniboinov.

### Posredniki v trgovini s krznom in širitev na prerije
Cree konfederacija je zavezniškim plemenom omogočila, da so od leta 1680 vzpostavili obsežen sistem trgovanja s kanuji: vzdolž jezera Winnipeg in reke Nelson, jezera Rainy, jezera Gozdov, reke Winnipeg in jezera Winnipeg proti severovzhodu do York Factory ob Hudsonovem zalivu, ter kot edini posredniki med Angleži in Francozi ter plemeni na zahodu (Blackfoot, Gros Ventre, Sarcee), na severu (Chipewyan, Dogrib) in na jugu (Hidatsa, Mandan). Brez Cree in Assiniboine, ki so nadzorovali edine transportne poti, reke in jezera, po katerih so pluli tako imenovani kanuji za trgovanje s krznom, trgovina s krznom v tej obliki nikoli ne bi obstajala. Hkrati jim je boljša oborožitev omogočila širitev proti zahodu, jugu in severu, pri čemer so vojaško delovali proti Chipewyanom na severu in Dakotam na jugu (1670–1700). Za Sioux (Dakota, Nakota, Lakota) Assiniboine niso več spadali med Oceti Sakowin ('Ogenj sedmih plemen', 'Sedem svetovalnih ognjev') – zanje so bili le še sovražniki, ki so jih imenovali Hohe ('uporniki').
Assiniboine in Cree so tako vzpostavili monopol v trgovini med plemeni prerij (Blackfoot, Sarcee, Gros Ventre, Absarokee idr.) in plemeni planot (Flathead, Kutenai, Sekani, Secwepemc) na zahodu, plemeni reke Missouri (Mandan, Hidatsa in Arikaree) na jugu in plemeni na severu (Chipewyan, Daneᶀaa, Slavey, Yellowknife, Dogrib). Assiniboine in Cree so plemenom po povišanih cenah (dobičkonosnost je bila ogromna) ponujali angleško in francosko blago (zlasti puške, strelivo, kovinske izdelke, nože, šila, sekire, tomahawke, kotle, tobak in alkohol) v zameno za poljščine, visoko cenjene usnjene in pernate izdelke Mandanov, poslikane bizonske kože, strojene in s krznom ter perjem okrašene usnjene kože ter poslikano perje in od približno leta 1740 tudi konje. Assiniboine in Cree so nato to blago, skupaj z bobrovimi, kuninimi, risovimi in vidrinimi krzni ter pižmovimi krzni, ki so jih sami ulovili med letom, prodajali naprej.
Assiniboine in Cree (zdaj pogosto imenovani Zahodni Cree ali prerijski Cree) so se v iskanju novih lovišč za oskrbo evropskih trgovcev s krznom in da bi se izognili Dakotam, ki so bili od leta 1720 prav tako opremljeni s francoskim orožjem, preselili proti zahodu in severu, pri čemer so sledili tokovom rek Saskatchewan, Red River of the North, Assiniboine in Qu’Appelle ter se povezali z Blackfoot, Sarcee in Gros Ventre. Z njimi so oblikovali trgovsko in vojaško zavezništvo v boju proti Chipewyanom, Severnimi Šošoni in Vzhodnimi Šošoni, Arapahi in Sioux. Ker so Blackfoot in Gros Ventre v boju proti konjeniškim in močnim Šošonom ob reki South Saskatchewan potrebovali puške in strelivo, so bili odvisni od Creejev in Asinboinov, ki so edini imeli neposreden dostop do trgovskih postaj Francozov in Angležev in do konca 18. stoletja se je na ravnicah in v tamkajšnjih gozdovih vzpostavilo mirno sožitje. Asinboini so se z zahodno in severozahodno selitvijo razdelili v dve veliki skupini – v "gozdne Asinboine" (severne Asinboine), ki so še naprej živeli v jezerskih in gozdnih območjih borealnega ščita severno od rek North in Saskatchewan in v "ravninske Asinboine" (južne Asinboine), ki so živeli južno v gozdovih  med rekama North Saskatchewan in Red River of the North, vse do kanadsko-ameriških severozahodnih ravnic v severni Montani in Severni Dakoti.
Leta 1744 so se Asinboini ponovno ločili, saj so se nekatere zahodne skupine "gozdnih Asinboinov" (severnih Asinboinov) preselile globlje v Skalno gorovje in v prerijske province severno in zahodno od Asinboinov. Skupaj s skupinami Lakota, ki so se prav tako preselile na severozahod, so zdaj tvorile samostojno skupino, imenovano Stoney ali "gorski/skalni Asinboini, in so se gibale od juga Britanske Kolumbije do severne Montane. Čeprav so Stoneyji sorodni z Asinboini, vendar niso identični, obstajajo jezikovno velike podobnosti, vendar so narečja kljub temu težko medsebojno razumljiva. Asinboini so zahodno preseljene skupine Stoneyjev imenovali "Te’ha Nakota" (daljni Asinboini).
Južni Asinboini (ali 'prerijski Asinboini'), prerijski Creeji in Ojibwe (Chippewa) so se z napredovanjem proti zahodu in jugozahodu počasi razvili iz nekdanjih gozdnih Indijancev, ki so potovali s kanuji in peš, v ravninske Indijance (pri čemer so le južni Asinboini resnično šteti med ravninska ljudstva, saj so Creeji in Ojibwe še naprej večinoma živeli v bližini trgovskih postaj Angležev, Francozov in Američanov in so se na ravnice selili le zaradi lova). Čeprav so bila nova plemenska ozemlja severozahodnih ravnic in parkovnih gozdov Aspena manj bogata z malo divjadjo (bobri, pižmovke) ter ribami in pticami kot gozdovi in jezera na vzhodu, so plemenom ponujala bistveno večjo divjad (antilope, vapiti, belorepi jeleni, mulasti jeleni) in zlasti bizone kot vir hrane.
Od leta 1740 so bili zahodno in jugozahodno živeči Blackfoot, Absarokee in Gros Ventre največji trgovci s konji v regiji. Konj (preko uvoza Evropejcev) se je širil tudi z divjim razmnoževanjem (mustang) ter s trgovino in roparskimi pohodi z juga in je dosegel sever sredi 18. stoletja. Leta 1754 je Anthony Henday prvič poročal, da so Asinboini uporabljali konje za prevoz blaga – vendar še ne kot jahalne živali. Leta 1766 pa je William Pink že poročal o veliki skupini Assiniboinev na sotočju rek North in South Saskatchewan, ki so imeli toliko konj, da so delno začeli opuščati kanu kot prevozno sredstvo. Leta 1776 so bile po poročilu Alexandra Henryja (1739–1824) zahodne skupine Plains Assiniboine znane po svojih velikih čredah konj. Prerijski Assiniboine v vzhodnem Saskatchewanu in južni Manitobi]so dobili konje prek svojih že prej vzpostavljenih trgovskih odnosov s plemeni v dolini reke Misuri, Mandan in Hidatsa (pri čemer so se Hidatsa še posebej izkazali kot trgovci s konji, saj so nekoč Absaroke, bogati s konji na zahodu, pripadali Hidatsam). Prerijski Assiniboine v Alberti in zahodnem Saskatchewanu so dobili konje od Blackfoot in Gros Ventre.
Med letoma 1730 in 1740 so prvi francoski trgovci dosegli vasi Mandan in Hidatsa ter začeli (še posebej po izgradnji Fort Souris in Brandon House ob izlivu reke Souris v reko Assiniboine) neposredno trgovati z njimi, kar je ogrozilo položaj Assiniboine in njihovih zaveznikov kot posrednikov na prerijah. Mandan in Hidatsa so menjali volčje in lisičje kože, bobrove in bizonove kože, meso, koruzo, pse ter ujete indijanske ženske za puške, strelivo, smodnik, tobak, sekire, nože, šila, dleta in tako imenovane 'luksuzne predmete', kot so poceni perle in steklene kroglice. Psi so bili še posebej pozimi v sosednjih severnih gozdovih in Skalnem gorovju koristni kot transportne živali in so bili tudi cenejši za vzdrževanje kot konji.
Francoski trgovci ali voyageurji in gozdni lovci (francosko Coureurs des bois) so kupovali mlade indijanske ženske in jih jemali za spremljevalke ter hkrati za posrednice pri stikih s sosednjimi plemeni ali njihovim lastnim plemenom. Iz teh zvez so se oblikovale različne skupine Métisov (poleg francoske tudi angleške in škotske nacionalnosti) in so kmalu postale neodvisne etnične skupine, ki so od približno leta 1800 prevzele pomembno vlogo v trgovini s krznom in še posebej pri oskrbi utrdb in trgovskih postaj s hrano (na primer pemikan), pa tudi pri njihovem vojaškem varovanju pred sovražnimi indijanskimi plemeni. Pomembne osebnosti in nekatere znane poglavarske družine 'Nehiyaw-Pwat' v resnici niso bile Indijanci, ampak so pripadale Métisom. Od zdaj naprej so se kopičili napadi Assiniboine in Cree na Mandan in Hidatsa, da bi se dokopali do konj in ugrabili ženske – ter čim bolj motili in ovirali trgovino z Evropejci.

### Razpad zavezništva z Blackfoot in konkurenca na ravnicah
Spopadi so začeli eskalirati s koncem sedemletne vojne v Severni Ameriki (1754–1763) kot zadnje francosko-indijanske vojne, ko sta franko-kanadska North West Company in anglo-kanadska Hudson’s Bay Company začeli graditi trgovske postaje zahodno vzdolž doline reke Red River, reke Assiniboine in reke Saskatchewan. Leta 1774 je bil ustanovljen Cumberland House na spodnji reki Saskatchewan, leta 1777 Hudson’s House in leta 1795 Edmonton House na severni reki Saskatchewan ter leta 1799 Rocky Mountain House in Acton House ob sotočju reke Clearwater in severne reke Saskatchewan – te nove postaje so se nahajale bodisi na vzhodnem robu bodisi sredi ozemlja Blackfoot in Gros Ventre.
Epidemija črnih koz med letoma 1780 in 1781 je močno zdesetkala in oslabila plemena na zgornjem Misuriju in na kanadskih ravnicah. Še posebej so trpeli Šošoni, Mandan in Hidatsa ter skupine južnih Assiniboine. Šošoni so bili tako močno oslabljeni, da so se morali pred (oboroženi s puškami Cree in Assiniboine) plemenoma Gros Ventre in Blackfoot umakniti na zahod in jugozahod ter dokončno zapustiti ravnice in odslej živeti le še v vznožju gora na robu ravnic. Mandani in Hidatsa so izgubili več kot polovico svojega skupnega prebivalstva, ki je štelo približno 11.500 ljudi – poleg tega so stalni napadi zdaj prav tako konjeniških Lakot (Teton-Sioux) povzročili podhranjenost med plemeni, saj si Mandani in Hidatsa kmalu niso več upali obdelovati svojih polj in hoditi na lov. Mandani so nato pobegnili iz svojega starega plemenskega ozemlja ob sotočju rek Heart River in Missouri reke (današnji Bismarck) in se preselili gorvodno po reki Misuri, da bi se pridružili Hidatsam, ki so živeli ob reki Knife River.
Epidemija črnih koz je močno oslabila tudi Nehiyaw-Pwat – celotne skupine južnih Assiniboine so bile iztrebljene in so se morale reorganizirati in stabilizirati. Prerijski Cree (od katerih je po ocenah morda polovica podlegla bolezni) so sicer skupaj s Prerijskimi Ojibwa uspeli ponovno vzpostaviti ravnotežje moči, ki je bilo ogroženo z uničenjem velikih delov južnih skupin Prerijskih Assiniboine – vendar Assiniboine, katerih populacija si je delno opomogla, nikoli niso mogli povrniti svojega nekdanjega položaja moči. Vendar pa je epidemija črnih koz evropskim trgovcem jasno pokazala, da morajo ob trenutni šibkosti Nehiyaw-Pwat vzpostaviti neposreden stik s plemeni prerije (severna prerija) in Plateau (planota zahodno od severnega Skalnega gorovja), ki živijo bolj zahodno (in za to pridobiti konfederacijo Blackfoot kot partnerja).
Zaradi povečanih trgovskih stikov je vedno znova prihajalo do hudih epidemij med plemeni, ki so pogosto za več let povzročile propad trgovine s krznom. Leta 1835 naj bi se epidemija gripe, ki je izbruhnila ob rekah Athabasca in Peace River, izkazala za vsaj enako katastrofalno, saj je na severu terjala veliko žrtev med Wood Stoney, Woodland Assiniboine in Woodland Cree. Leta 1838 je sledila enako huda epidemija, tako da se je število Prerijskih Cree verjetno zmanjšalo za pet šestin (če ne več). Okoli leta 1780 je bilo po ocenah med 6.000 in 10.000 Assiniboine, med letoma 1836 in 1839 pa je zaradi črnih koz umrlo okoli 4.000 pripadnikov plemena (med polovico in dvema tretjinama).
Cree in Assiniboine so z ustanovitvijo trgovskih postojank na območju Blackfoot in Gros Ventre izgubili svoj položaj posrednikov – ta plemena niso bila več odvisna od njih, da bi jim v zameno za drago blago belcev, pridobljeno s posredništvom, dajala konje, krzno in bizonsko meso. Proces odtujitve se je pospešil tudi, ko je tradicionalni vir konj za Cree in Assiniboine – Hidatsa in Mandani v dolini reke Missouri, močno zdesetkani zaradi epidemij črnih koz in kolere – vse bolj usahnil. Niso bili več sposobni dobavljati dovolj konj in pregnati nekdanjih skupnih sovražnikov – Šošonov in Arapaho z območja reke South Saskatchewan – južno v Wyoming in Idaho z severozahodnih ravnic.
Ker se je vse več skupin Cree in Assiniboine selilo proti zahodu na ravnice (in jim sledili njihovi zavezniki), Ko so Ojibwa (danes znani kot Plains Ojibwa ali Saulteaux) po letu 1730 svoj življenjski slog preusmerili na konja kot jahalno, lovsko in transportno žival, je dobava konj do sredine stoletja postala stvar preživetja. Tako se je od 1770-ih naprej začelo dolgo obdobje ostre konkurence, ki se je pogosto stopnjevala v vojaške spopade. V tem obdobju kraja konj ni bila le demonstracija poguma, temveč pogosto obupan poskus preživetja, saj so se številne etnične skupine potegovale za lovske pravice na travnikih. Zlasti Assiniboine so si kmalu pridobili sloves odličnih konjskih tatov. Vendar so imele vojne (ok. 1770–ok. 1800) tudi slabši položaj za Nehiyaw-Pwate – njihovi nekdanji indijanski viri konj (Blackfoot, Gros Ventre, Mandan, Hidatsa) so postali njihovi sovražniki – in Assiniboine so kmalu veljali za pleme z najmanj konji na severnih ravnicah (kljub slovesu uspešnih konjskih tatov).
Zato so Creeji in Assiniboini vzpostavili stik z Flatheadi in se povezali z Vranami v današnji Montani, ki so sprva pridobili konje od Špancev, a so ujeli tudi divje konje in jih kmalu začeli sami vzrejati. Ker pa sta bili ti dve plemeni že tako zagrizeni sovražniki Blackfoot, se je zavezništvo Cree, Assiniboinov in Blackfoot razpadlo in začeli so se hudi boji. Že v začetku 18. stoletja so Cree s posredovanjem Gorskih Stoyne sklenili mir s Secwepemci (Shuswap) in Kutenai ter jih vključili v veliko mrežo Nehiyaw-Pwatov. Bolje oboroženi Cree in Assiniboini so v osemdesetih in devetdesetih letih 18. stoletja večkrat premagali skupino Gros Ventre in vzhodne Blackfoot. Pleme Gros Ventre, bogato s konji, je še posebej močno trpelo zaradi napadov in vojn plemen Cree in Assiniboine, saj so imeli svoje domove ob razcepu reke Saskatchewan (sotočje Severnega in Južnega Saskatchewana) in so bili prvi, ki so se morali upreti oboroženim napadom. V maščevanje za oskrbo sovražnikov z orožjem so Gros Ventre leta 1793 napadli in požgali hišo South Branch Company of Hudson's Bay Company na reki South Saskatchewan blizu današnjega mesta St. Louis. Pleme se je nato preselilo proti jugu do reke Milk v Montani in navezalo še tesnejše vezi z Blackfoot, ki so se prav tako preselili proti jugozahodu. Območje med rekama North Saskatchewan in Battle River (ime izhaja iz vojne med obema skupinama) je postalo meja med zdaj sprtima plemenskima zavezništvoma.
Med letoma 1790 in 1850 so bili Cree (ravninski Cree in gozdni Cree) ter njihovi zavezniki Assiniboini, Stoneyji, ravninski Ojibwa (znani tudi kot Saulteaux) in Métis na vrhuncu svoje moči, saj so uspešno branili svoja ozemlja pred Siouxi (Lakota, Nakota in Dakota) in konfederacijo Blackfoot (Siksika, Piegan, Kainah, Gros Ventre in Sarcee). Še naprej so prodirali na ozemlje konfederacije Blackfoot in prisilili Piegane, da so se umaknili v območje reke Misuri]]. Kainah (v jeziku Kri: Miko-Ew - »tisti, omadeževani s krvjo«, tj. »krvoločni, kruti«, zato jih v angleščini pogosto imenujejo »Blood«) so se umaknili v reki Bow in Belly. Le Siksiki so lahko branili svoja ozemlja vzdolž reke Red Deer. Okoli leta 1870 se je zavezništvo z Blackfoot razdrlo in Gros Ventre so bili prisiljeni poiskati zaščito pri svojih nekdanjih sovražnikih, Južnih Assiniboinih. Umikanje Blackfootov in Gros Ventrejev na jugozahod in jug je omogočilo velikim skupinam Plains Assiniboine, da so se premaknile na jug – to je bilo izjemno, saj so se do takrat Assiniboine in Cree premikali na sever in zahod. Skoraj dve tretjini južnih Assiniboinejev je zapustilo reki Red River of the North in Assiniboine River ter se zdaj premikalo proti zahodu do Cypress Hills na jugu kanadskih provinc Saskatchewan in Alberta ter Little Rocky Mountains (imenovanih tudi Little Rockies) in južno vzdolž reke Missouri do reke Musselshell, nato čez ravnice do izliva reke Powder River (Montana) v reko Yellowstone, vzhodno vzdolž severnega brega reke Yellowstone do njenega izliva v Missouri. Pomembna lovišča so zdaj tvorile rečne doline Milk River (Missouri River), Poplar River in Souris River (imenovane tudi Mouse River) na vzhodu. Preostali prerijski Assiniboine so ostali na severozahodu in so se gibali predvsem po parkovnih območjih med South Saskatchewan in Battle River v zahodnem Saskatchewanu.

## Konfederacija Cree (Nehiyaw-Pwat)
Med svojo širitvijo na zahod, severozahod in jugozahod so se različne skupine Cree, Assiniboine, Stoney in Ojibwa iz Nehiyaw-Pwat pogosto poročale med seboj ali sklepale zavezništva, ki so bila okrepljena z družinskimi vezmi – tako da je bila skoraj vsaka skupina Iron Confederacy etnično in jezikovno mešanega izvora. Mnoge skupine so bile le še nominalno (po imenu) Nakoda (Assiniboine – Stoney), Cree ali Ojibwa (pogosto imenovane Saulteaux, zato jih Cree imenujejo Soto), saj jih zunanji opazovalci pogosto niso mogli etnično in politično ločiti.
Tako so Američani v Fort Unionu na zgornjem Misuriju identificirali Wadopahnatonwan iz Assiniboine kot Nakoda (tj. Assiniboine), hkrati pa so jih v kanadskem Fort Edmontonu (prej Edmonton House) imenovali Cree, kasneje pa so južne ločene skupine spet označili kot Chippewa (tj. Ojibwa). Poleg tega so se nekatere skupine Assiniboine kasneje identificirale kot Cree in so prevzele jezik Cree kot materni jezik, npr. skupine, ki so bile kasneje imenovane Calling River / Qu'Appelle Cree (Kitopwe Sipi Wi Iniwak). Posebej je treba omeniti Sahiyaiyeskabi (govorce Cree) iz Assiniboine, ki so bolj znani kot Cree-Assiniboine / Young Dogs (Nehiyaw-Pwat, Nēhiyawi-pwātāk) in so danes splošno uvrščeni med Downstream People iz Cree. Zadevo je zapletlo tudi to, da so se posamezne regionalne podplemenske velike skupine pogosto imenovale Cree, Nakoda ali Soto, saj se je večina njihovih lokalnih skupin nominalno čutila pripadnike teh skupin. Tako je npr. obstajala etnično in jezikovno mešana velika skupina Asini Wachi Wi Iniwak (ljudje, ki živijo ob gorah), ki je vključevala regionalna podplemena, ki so se primarno imenovale Cree (Asini Wachi Nehiyawak – 'Cree, ki živijo ob gorah', Assiniboine so jih imenovali Sahiya Ye Xa Yabine – 'Cree, ki živijo v gorah') ali primarno kot Assiniboine in Stoney (Ye Xa Yabine ali Hebina Assiniboine – 'gorsko ljudstvo', Cree so jih imenovali Asini Pwat-sak – 'gorski Assiniboine').
Cree (Nehiyaw) in Assiniboine (Pwat-sak) so predstavljali večino, sledili so jim Ojibwa (Soto) ter manjše skupine sosednjih plemen (Chipewyan, Daneᶄaa (Dunneza, Tza Tinne, zastarelo Beaver), Kutenai, Flathead (ljudstvo), Secwepemc) ter indijanski trgovci na severozahodu, ki so se etnično šteli za [Irokezi|Irokeze]]. Na splošno so bile skupine, ki so živele južno na ravnicah, pretežno nominalno Nakoda, vzhodne in jugovzhodne skupine nominalno Soto, severne in severozahodne skupine pa nominalno Cree. Te oznake so običajno malo povedale o etnični in jezikovni identiteti in poreklu tako imenovanih skupin – obstajale so celo (zlasti na severozahodu in kasneje na jugovzhodu) skupine Nakoda in Soto, ki so bile prvotno Secwepemc, Kutenai, Daneʼaa ali celo Métis.

## Sociopolitična organizacija
Dve veliki regionalni plemenski skupini Nakoda Oyadebi ali Assiniboine sta bili zgodovinsko razdeljeni na do 40 ločenih Skupin (band) ali Dagugichiyabi, od katerih je vsako vodil lastni poglavar oziroma Hųgá / Hunga in plemenski svet, ki mu je svetoval – tako imenovani Hungabi ('Mali poglavarji'). Poleg tega je bil tudi vojni poglavar ali įtą́cą, ki je vodil bojevnike v vojni. Posamezne skupune so se nadalje delile na več lokalnih skupin oziroma Tišóšpaye, ki so bile sestavljene iz ene ali več razširjenih družin. Najmanjšo organizacijsko enoto je predstavljala ožja družina oziroma Tiwáhe, ki je običajno prebivala v enem tipiju oziroma wiʼį́kceya tíbi / įkcéwąga ali dveh sosednjih tipijih.
Te polnomadske oziroma nomadske skupine so pogosto selile svoja taborišča, da bi kar najbolje izkoristile sezonsko različne živalske in rastlinske vire na svojem plemenskem ozemlju. Pri tem so bili zlasti pri lovu na bizone na ravnicah pogosto na poti veliki lovski združbe, ki so lahko vključevale tudi več skupin. Pred uvedbo konja v 18. stoletju so potovali peš in uporabljali travoise, ki so jih vlekli psi. Vsa dela, povezana s tipiji, vključno s postavitvijo in podiranjem, so opravljale izključno ženske. Za posebno drznost v vojni so veljali zajemanje skalpov in konj ter dotikanje sovražnika v boju (counting Coup). Vodje vojnih pohodov so prejemali navodila v vizijah ali sanjah. Kljub svojemu bojevitemu nastopu do sosednjih sovražnih plemen so bili Assiniboine (ter zavezniški Cree in Ojibwe) do svojih trgovskih partnerjev, belih trgovcev v trgovskih postajah ali ob rekah, večinoma izjemno prijazni. Ko pa so ti začeli postavljati trgovske postojanke tudi na ozemlju svojih tradicionalnih sovražnikov in jih prav tako oskrbovati z orožjem, se je to razmerje hitro spremenilo v nezaupanje in pogosto odprto sovražnost, saj Assiniboine niso želeli izgubiti svojega položaja posrednikov v trgovini na ravnicah in ob rekah v gozdovih. Najpomembnejši verski obredi sta bila ples Sonca in ples medicinske koče.

## Skupine (bande) Assiniboine
- Aegitina ('Tabor se premakne k ubijanju')
- Bizebina, Bízebina ('Ljudje veveric' – „Ljudstvo zemeljskih veveric“)
- Cepahubi ('Veliki organi')
- Canhdada, Cantidada, Cąȟtáda („Raztrgano, zanemarjeno ljudstvo“, živeli so ob reki North Saskatchewan na območju Battleforda (Ogíciza Wakpá) in North Battleforda – tako imenovanih dveh Battlefordov – kot sosedje Waziyamwincasta Band, to območje je bilo močno sporno med konfederacijo Cree-Assiniboine in konfederacijo Blackfoot. Krvava meja obeh plemenskih zavezništev je potekala vzdolž reke Battle, ki se pri Battlefordu izliva v reko North Saskatchewan[14] politično nekoč del Upstream People iz Plains Cree – danes kot t.i. Battleford Stoneys del Mosquito, Grizzly Bear's Head, Lean Man First Nations)
- Canhewincasta, Cą́ȟe wįcášta, Chan He Winchasta („Ljudstvo na območju Wood Mountain“, živeli so okoli današnje vasi Wood Mountain (Saskatchewan), ki je poimenovana po bližnji gori Wood Mountain (Cą́ȟe), ter v jugovzhodno ležečih Big Muddy Badlands na jugu Saskatchewana in severu Montane, bili so tesni zavezniki skupine Insaombi (Cypress Hills Assiniboine) Band, na njihovem ozemlju so imeli zimska taborišča, skupini pod poglavarjem Manitupotis (tudi Wankanto – Little Soldier) in Hunkajuka (Hum-ja-jin-sin, Inihan Kinyen – Little Chief) – skupaj približno 300 ljudi – vključno s približno 50 bojevniki – so 1. junija 1873 postale žrtve Cypress Hills Massakra, v katerem je bilo ubitih približno 25 do 30 Assiniboinev s strani ameriških „Wolfers“ (poklicnih lovcev na volkove), da bi se maščevali za krajo konj s strani Creejev v Montani, ta pokol je privedel do ustanovitve North West Mounted Police (NWMP), predhodnice današnje Royal Canadian Mounted Police (RCMP), nekoč politično del Downstream People iz Plains Cree, tesni zavezniki Cree-Assiniboine / Young Dogs – danes Carry The Kettle Nakoda First Nation)
- Canknuhabi (‘Ones That Carry Their Wood’ – „Tisti, ki nosijo svoja drva“, tudi Cątų́wąbi - ‘Forest Villagers, Wood Villagers’ – „Tisti, ki živijo v gozdovih“)
- Cantonga, Chan Tonga Nakoda, tudi Swampy Ground Assiniboine, Grand River Assiniboine („Ljudstvo velikih gozdov“, Creeji so jih prav tako imenovali Saka Pwat-sak („Gozdni Assiniboine“)[15], poimenovanja kot „Assiniboine močvirja“ ali „Assiniboine ob veliki reki/rekah“ odražajo pokrajinsko raznolikost njihovega plemenskega ozemlja, ki so ga zaznamovali gozdovi, močvirja in velike reke, trgovali so skupaj z zavezniškimi (in sorodnimi) Beaver Hills Creeji na trgovski postaji HBC Fort Edmonton (tudi: Edmonton House ali Fort-des-Prairies)[16] ob reki North Saskatchewan v osrednji Alberti, naselili so se skupaj s Creeji okoli jezera Beaverhill (Cree: amisk-wa-chi-sakhahigan; Assiniboine: Chaba Imne, oboje: „Beaver Lake“) ter v Beaver Hills (Cree: Amiskwaciy, Assiniboine: Chaba He(i), oboje: „Beaver Hills“), priljubljenem lovišču bizonov za Creeje in Assiniboine, od sredine 18. stoletja so razvili ločeno identiteto kot Wood Stoney; politično nekoč del Beaver Hills Cree iz Upstream People iz Plains Cree – danes Alexis Nakota Sioux Nation in Paul First Nation)
- Hebina, Ye Xa Yabine, tudi Strong Wood Assiniboine, Thickwood Assiniboine („Ljudstvo skalnatih gora, t.j. Skalnega gorovja“[17]še posebej Thickwood Assiniboine skoraj nikoli niso zapustili gozdov, tudi Mountain Stoney so živeli izolirano, Strong Wood in Plains Assiniboine pa so se potepali naokoli</ref>, so se sredi 18. stoletja umaknili v gozdove in v Skalno gorovje (In-yan-he-Tonga, į́yąȟetąga – „Velike gore“) na zahod in severozahod, pri čemer so razvili ločeno identiteto kot Mountain Stoney; nekoč politično del Rocky / Mountain Cree iz Plains Cree – danes Stoney Nakoda First Nation (Wesley First Nation, Chiniki First Nation, Bearspaw First Nation), nekateri kot del Fort Belknap Indian Community, nekateri tudi del nepriznane Aseniwuche Winewak Nation)
- Hen atonwaabina („Ljudstvo Malega Skalnega gorovja“, živeli so v Malem Skalnem gorovju (ali Little Rockies) (į́yąȟe widána, į́yąȟewida; danes: į́yąȟejusina) in sosednjih prerijskih območjih v severovzhodni Montani; nekoč politično del Downstream People iz Plains Cree, tesno povezani z Cree-Assiniboine / Young Dogs – danes Fort Belknap Indian Community)
- Hudesabina, Húdešana, Hudesanak („Ljudstvo rdeče zemlje“ ali „Ljudstvo rdeče korenine“, ločili so se leta 1844 od Wadopabina; potovali so med potokom Porcupine Creek in reko Milk (Asą́bi wakpá, Wakpá jukʾána) v severni Montani; danes Fort Peck Assiniboine & Sioux Tribes)[18]
- Huhumasmibi, Huhumasmlbi (‘Bone Cleaners’ – „Tisti, ki čistijo kosti“, verjetno poniževalno poimenovanje drugih skupin, ker so kosti čistili od mesa, da ne bi stradali)
- Huhuganebabi (‘Bone Chippers’ – „Tisti, ki odsekajo, odlomijo kosti“ oziroma „Sekalci kosti“, prav tako verjetno vzdevek, ker so verjetno sekali kosti, da bi prišli do hranljivega kostnega mozga)
- Indogahwincasta („Vzhodno ljudstvo“)
- Inninaonbi, Ini'na u'mbi („Tiho, mirno ljudstvo“)
- Insaombi, įšná ųbísʾa, Icna'umbisa, tudi Cypress Hills Assiniboine („Tisti, ki ostanejo sami zase“, živeli so v Cypress Hills (wazíȟe) in sosednjih prerijskih območjih v južnem Saskatchewanu, tesni zavezniki skupine Canhewincasta Band, ki so pogosto imeli zimska taborišča v Cypress Hills; danes Carry the Kettle Nakoda First Nation)[19]
- Inyantonwanbina, Iyethkabi, Îyârhe Nakodabi, tudi Mountain Village Band (‘Stone / Rock People’, ‘Mountain People’ – „Ljudstvo skal / kamnov, tj. Skalnega gorovja“, so se konec 17. stoletja globoko umaknili v Skalno gorovje (In-yan-he-Tonga, į́yąȟetąga – „Velike gore“) na zahod in severozahod, pri čemer so razvili ločeno identiteto kot Stoney (į́yąȟe wįcášta); danes Fort Peck Assiniboine & Sioux Tribes)
- Mekesu Assiniboine, tudi Eagle Hills Assiniboine, Eagle Creek Assiniboine (izpeljano iz creejskih besed Mikisew Wachi za Eagle Hills ob reki North Saskatchewan ter iz Mikisew za Eagle Creek, pritok Saskatchewana, ali Mekesu („Orel“), vsa poimenovanja kažejo na veliko prisotnost orlov na njihovem plemenskem ozemlju, v zgodovinskih virih pogosto imenovano tudi Migichihilinious, živeli so zahodno od današnjega Battleforda, med reko North Saskatchewan na severu in jezerom Devil’s Pine Lake ter Reka Red Deer na jugu,ab 1755 so so se jim pridružili "Mekesu Assiniboine" poleg zavezniških "Western Swampy Cree / Lowland (Half-Homeguard) Cree" kot trgovci v York Factory (Manitoba) ob izlivu reke Hayes v Hudsonov zaliv, od sredine 18. stoletja so razvili ločeno identiteto kot Stoney (ljudstvo) / Wood Stoney, nekoč politično del "Beaver Hills Cree" in tesni zavezniki "River Cree" iz "Upstream People" iz "Plains Cree" – danes Alexis Nakota Sioux Nation) (PDF; 5,6 MB)
- Minisose Swnkeebi, Miníšoše Sunkcebi ("Pasja skupina reke Missouri", potovali so med reko Milk (reka Missouri) in reko Poplar do reke Missouri (Miníšoše ali Mini-Shoshu – "Blatna voda") na obmejnem območju Montane, Alberte in Saskatchewana; danes Fort Peck Assiniboine & Sioux Tribes)
- Minisatonwanbi, Miníšatonwanbi ("Ljudstvo ob rdeči vodi", živeli so ob reki Red River of the North na območju okoli današnjega mesta Winnipeg do južne obale jezera Winnipeg in jezera Manitoba na jugu Manitobe)
- Osnibi, Osníbina ("Ljudstvo iz mraza", prvotno verjetno skupina Woodland Assiniboine v Kanadi, ki je kasneje potovala po Cypress Hills in območju okoli Wood Mountain (Cą́ȟe) na jugu Saskatchewana, po pokolu v Cypress Hills leta 1873 so poiskali zaščito južno od meje med Kanado in Združenimi državami (Changu Wakan – "mistična/sveta cesta", včasih imenovana tudi "Medicine Line"); danes Fort Peck Assiniboine & Sioux Tribes, imajo tesne družinske vezi s skupinami današnje Carry The Kettle Nakoda First Nation)
- Ptegabina, Psamnéwi, PwSymAWock ("Ljudstvo močvirja")
- Sahiyaiyeskabi, šahíya iyéskabina (govorci jezika Cree, ki jih Cree imenujejo "Nehiyaw-Pwat" ali "Nēhiyawi-pwātak" (Cree-Assiniboine), so danes večinoma znani kot Cree-Assiniboine / Young Dogs; vključevali so več skupin, večinoma iz Cree in Assiniboine iz "House Cree" in "River Cree" iz Upstream People ter "Calling River / Qu'Appelle Cree" iz Downstream People iz Plains Cree, kasneje pa tudi več Plains Ojibwe (Salteaux), ki so vsi živeli skupaj v etnično mešanih skupinah ali taboriščih in so prevzeli jezik Cree, bili so znani kot veliki tatovi konj in bojevniki, ker so se držali stran od trgovskih postaj in so malo zanimanja kazali za trgovino, jih je Hudson Bay Company imela za "lene, nekoristne Indijance" in za povzročitelje nemirov, ko so se že močno zdesetkane črede bizonov umikale vse bolj proti zahodu v plemensko ozemlje sovražne konfederacije Blackfoot in Absarokee, je šaman in mogočni poglavar Piapot (Payipwat) (maȟpíya owáde hókši – Lightning In The Sky Boy)[20] prepričal Cree-Assiniboine in več zavezniških skupin Plains Cree in Plains Ojibwe (Salteaux), da se preselijo na zahod in si z nasiljem prisvojijo območje med Cypress Hills na severu in reko Milk na jugu[21], da bi lahko še naprej živeli od lova na bizone, kar je do leta 1881 privedlo do vse bolj brutalnih medplemenskih bojev; nekoč politično del Downstream People iz Plains Cree – danes Little Black Bear First Nation ter Cree-Assiniboine / Young Dogs iz Plains Cree – danes Piapot First Nation in Fort Peck Assiniboine & Sioux Tribes)
- Sihabi, Sihábi, tudi Foot Assiniboine („ljudje, ki hodijo peš“, prvotno so živeli v jezerskem območju ob reki Qu'Apelle južno do reke Missouri, njihova plemenska ozemlja so se delno prekrivala z ozemlji skupine Wadopabina na jugu, kasneje so se preselili proti zahodu in severu v gozdove in severne ravnice ob reki Battle in North Saskatchewan River v osrednji Alberti, trgovali so s sušenim mesom, kožami in živalskimi maščobami v Paint Creek House in kasneje Edmonton House z HBC, imeli so malo konj, zato so uporabljali pasje travois in so bili razvpiti tatovi konj, tukaj so razvili ločeno identiteto kot Wood Stoney, drugi so se gibali med Red Deer River na jugu severno do Pigeon Lake (Alberta) ter na Kootenay Plains in so bili znani kot Chipos Ostikwan's Nakoda (kasneje skupina Sharphead's), ki spadajo med Mountain Stoney; nekoč politično del Beaver Hills Cree iz Upstream People iz Plains Cree – danes Alexis Nakota Sioux Nation in Paul First Nation ter nekoč del Rocky / Mountain Cree iz Plains Cree – danes Wesley First Nation iz Stoney Nakoda First Nation)
- Snugabi (‘Contrary People’ – „ljudje, ki delajo stvari obratno, nasprotno“)
- Sunkcebi, šųkcébina („Dog Penis Band“; danes White Bear First Nation, nekateri Carry the Cattle Nakoda First Nation)
- Tanidabi, Tanį́debina, Tanin'tabin („ljudje bivoljega boka“, verjetno aluzija na velike črede bizonov na njihovem plemenskem ozemlju)
- Tokanbi, Toką́kna, Tokaribi („tuji, čudni ljudje“)
- Tanzinapebina, Taminapebina („tisti, ki imajo ostre nože“)
- Unskaha („potepuhi“)
- Wadopabina, Wadópana, tudi Canoe Assiniboine, Paddling Assiniboine („kanuisti-veslači“, „tisti, ki potujejo s kanujem“, zato jih Cree imenujejo Pimiskau Wi Iniwak („veslajoči Assiniboine“), uporabljali so reke na severu Severne Dakote od reke White Earth (mąkáska wakpá, wį́są wakpá) na zahodu preko reke Souris (v ZDA imenovane Mouse River) vzhodno do reke Pembina ter severno v Kanado na obeh straneh reke Assiniboine (hóhe wákpa – „reka upornikov, tj. Assiniboine“); danes Fort Peck Assiniboine & Sioux Tribes)
- Wadopahnatonwan, Wadópaȟna Tųwą, Wado Pahanda Tonwan („kanuisti-veslači, ki živijo na ravnicah“, ki so se etnično opredeljevali kot Irokezi. Na splošno so se južno na ravnicah ločili od Wadopabina, da so se preselili na Aspen Parklands in Severne ravnice med reko Missouri (miníšoše), nad reko Yellowstone (ȟeȟága wakpá, įǧų́ǧa wakpá, į́yąǧi wákpa), na severu Montane, severno preko zgornjih tokov rek Souris in Qu'Apelle do reke Saskatchewan in povirja reke Assiniboine (hóhe wákpa) na jugu in zahodu Saskatchewana, ki so jih evropski trgovci pogosto imenovali Watopachnato – Big Devils („Veliki hudiči“) – saj so bili strah vzbujajoči kot spretni trgovci in tatovi konj ter kot bojevniki, kasneje znani tudi kot Gauche's Band – po pomembnem poglavarju Tchatka/Caht ka ("Leva roka", "Tisti, ki drži nož"), ki so ga prav tako imenovali „Gauche“; zaradi stalnih porok znotraj Železne konfederacije so bile večina skupin etnično mešanega porekla – poleg tega so Assiniboine večinoma znali tudi Cree – tako da so Američani v Fort Unionu na Zgornjem Missouriju identificirali Wadopahnatonwan kot Nakoda / Assiniboine, hkrati pa so jih v kanadskem Fort Edmontonu (prej ‘Edmonton House’) identificirali kot Plains Cree in kasneje v ZDA so bile nadaljnje južne ločene skupine imenovane kot Plains Ojibwe (Salteaux) / Chippewa; danes Fort Peck Assiniboine & Sioux Tribes ter Fort Belknap Indian Community)
- Waką́hežabina ali Little Girls Band (Francozi so jih imenovali Gens des Feuilles, živeli so ob reki Souris (v ZDA imenovana Mouse River) in v Moose Hills na mejnem območju Saskatchewana, Manitobe in Severne Dakote, kasneje so se nekateri preselili južno do reke White v Južni Dakoti; danes Fort Peck Assiniboine & Sioux Tribes)
- Wasinazinyabi, Waci'azi hyabin (‘Debeli kadilci’)
- Waziyamwincasta, Wazíyam Wįcášta, Waziya Winchasta, Wiyóhąbąm Nakóda („Ljudje s severa“, nekoč so živeli na območju obeh Battlefordov (Battleford in North Battleford) na obeh straneh reke North Saskatchewan na zahodu Saskatchewana, kasneje so se kot t.i. Strongwood Assiniboine in Swampy Ground Assiniboine skupine preselile naprej zahodno na ravnice do vzhodne Alberte ob reki Battle (sporni meji s konfederacijo Blackfoot) na jugu, preko reke Vermilion do severa do reke North Saskatchewan, nekoč politično del Parklands Cree iz Upstream People iz Plains Cree – danes kot t.i. Battleford Stoneys v Mosquito#109 pri Mosquito, Grizzly Bear's Head, Lean Man First Nations, del njih se je od leta 1839 preselil v ZDA in so danes del Fort Belknap Indian Community)
- Wiciyabina  ali Wichiyabina  („Tisti, ki gredo na ples“, zato pogosto imenovani kot Wįcį́jana  – „Dekliška skupina“, živeli so med zgornjimi tokovi rek Qu'Appelle, Souris in Assiniboine, med letoma 1837 in 1838 je približno 95 % Wiciyabina izgubilo življenje zaradi epidemije črnih koz, ki je izbruhnila v trgovski postaji s krznom Fort Union na reki Missouri na meji med Severno Dakoto in Montano, preživeli so se pridružili drugim močno zdesetkanim skupinam Assiniboine, Hudesabina; politično nekoč del Calling River / Qu'Appelle Cree iz Downstream People iz Plains Cree – danes Fort Peck Assiniboine & Sioux Tribes)
- Wokpanbi, Wókpąnbi (‘Mesna vreča’ – „Fleischbeutel“) skupine so bile pretežno nominalno Nakoda, vzhodne in jugovzhodne skupine nominalno Soto ter severne in severozahodne skupine nominalno Cree. Te oznake so običajno malo povedale o etnični in jezikovni identiteti ter poreklu tako imenovanih skupin – obstajale so celo (še posebej na severozahodu in kasneje na jugovzhodu) skupine Nakoda in Soto, ki so bile prvotno Secwepemc, Kutenai, Daneʼaa ali celo Métis.

## Poglavarji in vodje Assiniboine
- Wi-jún-jon (bolje znan kot Pigeon's Egg Head ali Azana / Azan-zan-na (tudi Ah-jon-na oz. Ah-jon-jon-na - "[V] svetlobi"), ca. * 1796; † 1872, je bil poglavar Assiniboine. Najbolj je znan po sliki Georgea Catlina, ki prikazuje, kaj se je zgodilo, potem ko se je po potovanju v Washington leta 1832 [[asimilacija|asimiliral] v prevladujočo belo kulturo. Pripovedoval je svojim sorojakom Assiniboine o svojem potovanju ter moči in številu Američanov in opozarjal poglavarje Plains Assiniboine pred vojaškim odporom proti Američanom, sprva so ga nekateri Assiniboine prezirali, vendar so bile njegove pripovedi in dolge izkušnje z Britanci in Francozi verjetno razlog, zakaj Plains Assiniboine nikoli niso vodili vojne proti ZDA.)
- White Dog (vojni poglavar Wadopabina (Canoe Paddling Assiniboine) Band, v 1870-ih je Sedeči bik (Tȟatȟáŋka Íyotake) ("Sitting Bull"), poglavar in vrač Húŋkpapȟa plemena Lakota (Teton Sioux), obiskal Plains Assiniboine, da bi jih prepričal, naj se pridružijo vojni proti Američanom - vendar zaman.)
- Matówįtko (tudi: Mah-To-Wit-Ko, Crazy Bear, Foolish Bear ali Ours Fou, ca. * 1785; † 1856 zaradi črnih koz), poglavar Waką́hežabina (Little Girls) Band, ki so ga Francozi imenovali Gens des Feuilles, ime, ki pomeni približno "[Neustrašen kot] nori medved", je dobil, ko je tabor branil pred sovražnimi Gros Ventre (ȟaȟátųwą) kot "medved". Njegova Assiniboine Band in drugi Plains Assiniboine, Plains Cree in Plains Ojibwa so trgovali s krznom na Fort Union Trading Post (American Fur Company) na meji med Severno Dakoto in Montano, tam pa so se pogosto srečevala sovražna plemena (konfederacija Blackfoot, Lakota, Crow-Vrana, Hidatsa, Mandan, Arikara ter Cree-Assiniboine), tako da je pogosto prihajalo do vojaških konfliktov pred utrdbo med rivalskimi plemeni (ker so imeli močni Blackfoot tabu proti lovu na bobri, so se borili proti vsem lovcem na krzno in Cree-Assiniboine, ki so vdirali na njihovo ozemlje v iskanju bobrovih kož). Skupaj z Assiniboine poglavarjem Toga Giya (Chief First to Fly) se je podal na sovražno ozemlje Lakota, da bi podpisal pogodbo iz Fort Laramie 1851; v njej so bile zbranim plemenom zagotovljene njihove zemljiške pravice, v zameno pa so morali skleniti mir med seboj in dovoliti postavitev trgovskih postojank in vojaških oporišč na svojih ozemljih ter prehod naseljencev.
- Togágihe Gįyą́ (večinoma Toga Giya, bolje znan kot Chief First to Fly, kasneje tudi Wetsit, je bil sin znanega Assiniboine poglavarja Ayaxba ("He Wets His Arrow"), spremljal je poglavarja Matówįtko/Mah-To-Wit-Ko na pogajanjih za pogodbo iz Fort Laramie 1851.)
- Tokténąga ("Kills the Enemy", bolje znan kot Chief Nosy)
- Hústaga ("tanek, suh, mršav" ali Wįcá Hústaga ("vitki, suhi moški"), v angleščini večinoma Wich-A-Wost-Taka / Wica Hostaka - Lean Man ali Poor Man, poglavar po njem imenovane Lean Man Band Battleford Stoneys iz Cree-Assiniboines, danes Grizzly Bear's Head, Lean Man First Nations)
- Céǧa Kʾína ("Carry the Kettle", brat poglavarja Miskotakikotena ("The Man Who Took the Coat"), po njegovi smrti ga je nasledil kot poglavar današnjega plemena Carry the Kettle Nakoda First Nation, ki je po njem poimenovano)
- Capų́ga ("Komar", tudi Misketo, njegovo ime v jeziku Plains Cree je bilo Sakimayopwat oz. Sukeman, poglavar plemena Mosquito Band iz Battleford Stoneys iz Cree-Assiniboines, danes Grizzly Bear's Head, Lean Man First Nations)
- Hunkajuka (tudi: Hum-ja-jin-sin, Inihan Kinyen – "Mali poglavar", identično z Manitupotis (tudi: Wankanto – "Mali vojak"), poglavar plemena Cą́ȟe wįcášta Band ali Insaombi (tudi Cypress Hills Assiniboine) Band, je bil žrtev pokola v Cypress Hills leta 1873 in je tam umrl skupaj z več bojevniki, danes Carry the Kettle Nakoda First Nation)
- Hųgá jusína (tudi: Hųgájukʾana - "Mali poglavar", poglavar kasnejšega plemena Grizzly Bear's Head Band iz Battleford Stoneys iz Cree-Assiniboines, danes Grizzly Bear's Head, Lean Man First Nations)
- Maȟpíya Owáde Hókši ("Deček strele v nebu", ime Assiniboine za Payipwat/Piapot (|ime Plains Cree]]: „Tisti, ki pozna skrivnosti (misterije) Siouxov“), najvplivnejši poglavar strašnega in bojevitega plemena Cree-Assiniboine (Young Dogs) Band iz Plains Cree, ki so ga Assiniboine imenovali Ṧahíya Iyéskabina ("Govorci Cree"). Payipwat/Piapot je imel tudi velik vpliv na sosednja plemena Assiniboine, Downstream People Cree, južna plemena Upstream People Cree ter Plains Ojibwa (Saulteaux), * 1816 na današnjem južnem mejnem območju Manitoba-Saskatchewan, kot otroka so ga ugrabili Siouxi, okoli leta 1830 so ga osvobodili Plains Cree, postal je pomemben šaman in vodilni poglavar plemena Cree-Assiniboine (Young Dogs) Band, prepričal jih je, da so se skupaj z drugimi plemeni Plains Cree razširili proti zahodu v Cypress Hills, zadnje zatočišče za bizone, saj je bilo to sporno mejno območje med Sioux, Assiniboine, Siksika, Kainai in Cree. Po severozahodnem uporu leta 1885 je Payipwat (Piapot) kljub močnemu nadzoru in opazovanju ostal pomemben duhovni vodja do svoje smrti, vlada iz Ottawe je zato Payipwata (Piapota) 15. aprila 1902 odstavila kot poglavarja, † april 1908 v rezervatu Piapot, Saskatchewan današnjega Piapot First Nation)
- Chatka (tudi: Caht ka - "Leva roka", tudi: "Tisti, ki drži nož", Evropejci so ga večinoma imenovali Gauche, poglavar plemena Wadópaȟna Tųwa Band - ki so ga zato imenovali tudi "Gauches Band")
- Miskotakikotena ("Moški, ki je vzel plašč", starejši brat Céǧa Kʾína ("Carry the Kettle") in poglavar plemena Carry the Kettle Nakoda First Nation, poimenovanega po njegovem bratu)
- Minashenayen (poglavar plemena Insaombi (tudi Cypress Hills Assiniboine) Band, je bil žrtev pokola v Cypress Hills leta 1873)
- Teepee Hoska ("Dolga koča", poglavar plemena Grizzly Bear's Head Band iz Battleford Stoneys iz Cree-Assiniboines, danes Grizzly Bear's Head, Lean Man First Nations)
- Kees kee tew mus-coo muskwa ("Mali črni medved", poglavar plemena Assiniboine / Cree-Assiniboine (Young Dogs) Band iz Cypress Hills, je 15. septembra 1874 podpisal pogodbo št. 4 in se leta 1880 s svojim plemenom preselil v rezervat v File Hills, danes Little Black Bear's First Nation)

## Demografija
Okoli leta 1780 je bilo po ocenah približno 10.000 Assiniboine; od teh jih je približno polovica do dve tretjini (5.000 do 7.000) izgubilo življenje med epidemijo črnih koz od 1781 do 1782. Po kratkem okrevanju je epidemija ošpic in oslovskega kašlja od 1819 do 1820 ponovno zmanjšala prebivalstvo za polovico. Leta 1835 je zaradi epidemije gripe umrlo veliko Woodland Assiniboine in Stoney. Potem, ko so parniki konec 1830-ih prinesli črne koze na območje ob zgornjem toku reke Missouri, je nova eoidemija v letih 1836 do 1839 drugič zahtevala veliko žrtev med Plains Assiniboine (ponovno ocenjeno med 50 % in 60 %). Oslabljeni zaradi ogromnih izgub življenj, upadajočih virov (bizoni, divje živali itd.), okrepljenih medplemenskih bojev in spreminjajočih se zavezništev ter napredujoče meje civilizacije, so Plains Assiniboine leta 1851 podpisali svojo prvo pogodbo z Združenimi državami. Po počasnem okrevanju sta leta 1856–57 in 1869 Assiniboine prizadeli še dve epidemiji črnih koz, preden se je prebivalstvo ponovno opomoglo. V letih 1874 do 1876 so nekoč mogočna plemena "Cree-Assiniboine-Konfederacije (Nehiyaw-Pwat)" (Assiniboine, Stoney, Plains Cree, Woodland Cree in Ojibwa) – zdesetkana zaradi črnih koz in drugih bolezni – z vlado Kanade sklenila oštevilčene pogodbe št. 4 in 6, saj so jih skoraj izginule črede bizonov prisilile, da so sprejeli preživljanje s strani kanadske države, da ne bi umrli od lakote. Za to so morali opustiti svoje tradicionalno ozemlje v osrednji Alberti in Saskatchewanu ter se umakniti v rezervate. Okoli leta 1870 se je zavezništvo Gros Ventre z Blackfoot razbilo in ti so morali poiskati zaščito pri svojih nekdanjih sovražnikih – južnih Assiniboine (Plains Assiniboine); zlasti tako imenovane "Upper Assiniboine Bands (Northern Assiniboine)" Plains Assiniboine v Montani so se združile z Gros Ventre proti sovražnim plemenom (Blackfoot-Konfederacija, Lakota in zahodni Dakota Siouxov) in se z njimi še naprej ogorčeno borile. Nasprotno pa so se "Lower Assiniboine Bands (Southern Assiniboine)" Plains Assiniboine (iz podobnih razlogov) združile s svojimi nekdanjimi sovražniki, Yanktonai zahodnih Dakot (in so bile s tem prihranjene nadaljnjih napadov Siouxov) in so se zdaj borile na strani svojih novih zaveznikov proti Gros Ventre in "Upper Assiniboine Bands". Zato so bile "Upper Assiniboine Bands (Northern Assiniboine)" skupaj z Gros Ventre (Atsina) naseljene na rezervatu Fort Belknap Indian Reservation, "Lower Assiniboine Bands (Southern Assiniboine)" pa skupaj s Sioux Bands Sisseton, Wahpeton, Yanktonai in Hunkpapa na rezervatu Fort Peck Indian Reservation.
Leta 1907 je v ZDA živelo še 1.217 Assiniboine in 873 v Kanadi. Leta 2000 je bilo po podatkih ameriškega popisa v ZDA približno 4.000 članov plemena, v Kanadi pa živi približno 5.000 Assiniboine (1997 D. Parks) v različnih rezervatih in naseljih.

## Jezik
Večina Assiniboine danes govori samo še ameriško ali kanadsko angleščino. Mnogi Assiniboine obvladajo tudi kot posledico svojega članstva v "Cree-Assiniboine (Nehiyaw-Pwat)-konfederaciji" kot drugi jezik različice Plains in Woodland Cree. Poleg tega so se nekatere skupine Assiniboine kasneje identificirale kot Cree in prevzele jezik Cree kot materni jezik, na primer Cree-govoreče skupine Assiniboine, ki so bile kasneje imenovane Calling River / Qu'Appelle Cree (Kitopwe Sipi Wi Iniwak, Kātēpwēwi-sīpīwiyiniwak), Touchwood Hills Cree (Pasākanacīwiyiniwak, Pusakawatciwiyiniwak) ter tudi skupine, bolje znane kot Cree-Assiniboine / Young Dogs (Nehiyaw-Pwat, Nēhiyawi-pwātak), ki jih Assiniboine imenujejo Sahiyaiyeskabi ("govorci Cree"). Tudi mnoge etnično mešane skupine iz velike skupine Asini Wachi Wi Iniwak ("ljudje, ki živijo ob gorah"), ki so se prvotno identificirale kot Assiniboine (Ye Xa Yabine ali Hebina Assiniboine – "gorsko ljudstvo"), danes večinoma govorijo Woodland Cree in se imenujejo Cree.
Njihov jezik (približno 150 do 250 govorcev – podatki se razlikujejo) – Assiniboine jezik ali Iyábi oz. Iʾábi ("jezik", tudi: Nakón Iyábi, Nakóda Iyábi, A'M̆oqazh, Assiniboin, Hohe, Nakota, Nakoda, Nakona, Stoney) – skupaj z jezikovno tesno sorodnim Stoney (Isga l'abi oz. Isga Owawabi, tudi: Nakota, Nakoda, Isga, prej: Alberta Assiniboine; približno 3.200 govorcev) ter Dakota (Dakhótiyapi / Dakȟótiyapi) (tudi: Dakhóta Iyá; približno 290 govorcev) in Lakota (Lakȟótiyapi / Lakotiyapi) (tudi: Lakólʾiya, Lakhota, Teton ali Teton Sioux; približno 2.100 govorcev) spada v podskupino Dakota / Sioux–Assiniboine–Stoney "Mississippi Valley Sioux (Srednji Sioux)". "Mississippi Valley Sioux (Srednji Sioux)" pa je ena od štirih geografskih podskupin "Zahodnega Sioux (Pravega Sioux)" Siouških jezikov; preostale tri geografske podskupine so: "Mandan", "Missouri River Sioux (Crow–Hidatsa)" ter "Ohio Valley Sioux (Jugovzhodni Sioux)". Zaradi velikega plemenskega ozemlja "Plains Assiniboine" in "Woodland Assiniboine" ter organizacije v več skupin je prvotno obstajalo več narečij oz. varietet (vendar danes rekonstrukcija ni več mogoča); ker je trenutno večina govorcev starejših od 40 let, je njihov jezik ogrožen z izumrtjem jezika.
Tako ZDA kot Kanada sta izvajali različne vrste spodbujanja izkoreninjenja jezika, da bi pospešili asimilacijo indijanskih ljudstev; med indijanskimi vojnami (ki so imele genocidne značilnosti) z iztrebljanjem govorcev avtohtonih jezikov, kasneje po podjarmljenju plemen in preselitvi v rezervate z represivnimi ukrepi (zavrnitev uporabe avtohtonih jezikov v šolah in množičnih medijih ter moralne in materialne podpore za kulturne naloge in ohranjanje jezika). V tem primeru so v ZDA slab sloves dosegle internatske šole (Boarding Schools) in v Kanadi rezidenčne šole (Residential Schools), kjer je prišlo do institucionaliziranega ločevanja otrok od staršev, da bi preprečili prenos maternega jezika in s tem ohranjanje avtohtone kulture.
Te šole so bile zunaj rezervatov, da bi povečale pritisk na prilagoditev in otroke za dalj časa ločile od staršev. Stopnje obolevnosti in umrljivosti so bile visoke, psihološke posledice tega desetletja trajajočega sistema pa so šele v zgodnji fazi obravnave. Kanadska vlada se je leta 2008 opravičila za svoj šolski sistem, leta 2010 pa so ji z oklevanjem sledile ZDA.

## Trenutno stanje
Danes Assiniboini živijo v dveh rezervatih v ZDA, ki si jih delijo s pripadniki nekdaj sovražnih Gros Ventre in Sioux, ter v Kanadi v različnih rezervatih, pri čemer sta trenutno le dve prvi narodi Assiniboine v Saskatchewanu in pet drugih prvih narodov v Saskatchewanu z veliko populacijo Assiniboine, kjer si ti skupaj s Cree, Saulteaux in nekaterimi Dakota (ljudstvo) delijo rezervate. Na njihovem nekdanjem območju v Manitobi ni nobenih rezervatov z Assiniboine. Nekdanje skupine Assiniboine, danes znane kot Stoney (ljudstvo), živijo v petih večjih rezervatih na jugozahodu Alberte in Aseniwuche Winewak Nation, ki prav tako živijo v Alberti, trenutno kanadska vlada ne priznava kot prvi narod.